# Вирджиния Сатир
Вирджиния Сатир (на английски: Virginia Satir) е бележита американска авторка и психотерапевт, позната особено с нейния подход във фамилната психотерапия и работата и върху системните констелации.

## Биография
Родена е на 26 юни 1916 година в Нийсвил, САЩ. Завършва Уисконсинския университет. Работи като учителка, а после и като директор. През 1942 година получава магистърската си степен по психология и си отваря частна психотерапевтична практика. В края на 50-те години участва в програми по психология на семейството към Института по психиатрия на щата Илинойс. Активно работи в Калифорнийския научноизследователски институт по психиатрия (Пало Алто). От 1973 г. е професор в университета в Уисконсин и Чикаго.
Вирджиния Сатир е първият семеен психолог, една от първите, които пристъпва към изследване на проблема на психологията на семейството и семейната терапия.
Умира на 10 септември 1988 година в Калифорния на 72-годишна възраст.